# Phreatiopsis (Bulbophyllum)
Phreatiopsis es una sección del género Bulbophyllum perteneciente a la familia de las orquídeas.
Se caracteriza por no encajar bien en cualquier sección, pero las 2 especies que pertenecen a la sección, ambas tienen un callo triangualar en el lado adaxial del labio en la base.

## Especies
1. Bulbophyllum phreatiopsis
2. Bulbophyllum viridescens Ridl. 1908